# Staufenstraße 22 (Mönchengladbach)

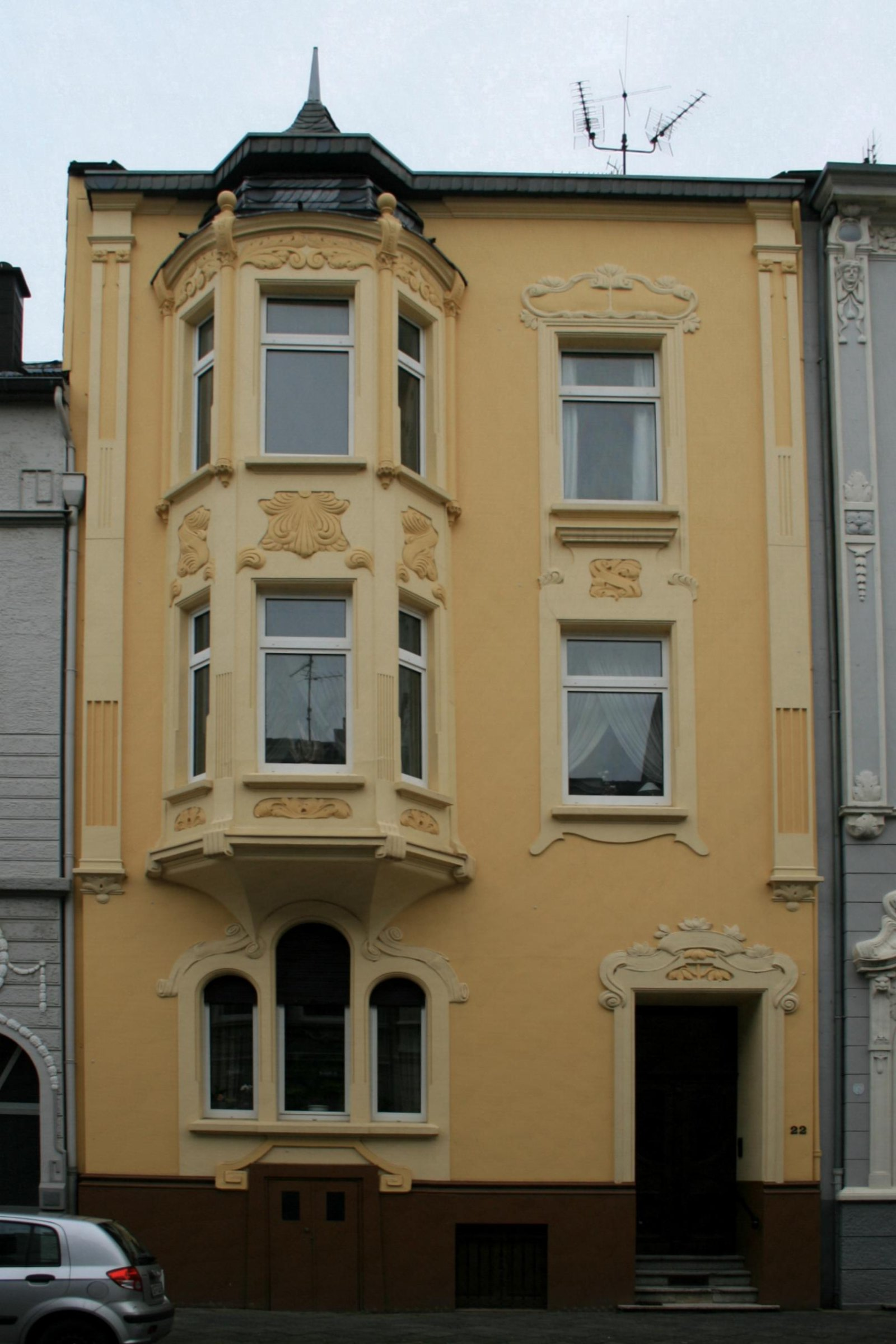
Wohnhaus (2010)

Das Wohnhaus Staufenstraße 22 steht in Mönchengladbach (Nordrhein-Westfalen).
Das Gebäude wurde 1907 erbaut und unter Nr. St 035 am 10. Juni 1996 in die Denkmalliste der Stadt Mönchengladbach eingetragen.

## Lage
Die Staufenstraße liegt im nördlichen Stadterweiterungsgebiet unmittelbar vor der die heutige Hermann-Piecq-Anlage überspannenden Brücke. 

## Architektur
Es handelt sich um einen dreigeschossigen Putzbau mit flach geneigtem Satteldach. Asymmetrische Fassadengliederung unter Betonung der linken Haushälfte mittels geschossbergreifendem Erker mit aufgesetztem Schiefer-Helmdach und Wetterfahne. Eine horizontale Gliederung vermittelt der dunkel abgesetzte Kellersockel, den mittig ein Kellerzugang und rechts ein rechteckiges Fenster öffnen. 
Die vertikale Betonung übernehmen zwei die Wandfläche der Obergeschosse einfassende Pilaster. Mit Ausnahme des Erdgeschossfensters sind alle Fenster des Hauses gleichförmig hochrechteckig und nur in der Breite variierend. Die scheitrecht abschließende, tief eingeschnittene Eingangsnische flankiert links ein durch Mauerpfeiler dreigeteiltes, das Palladiomotiv variierende Rundbogenfenster. Das erste, wie auch das zweite Obergeschoss belichten rechts jeweils ein einzelnes Hochrechteckfenster, drei schmaler dimensionierte jeweils den links vorkragenden Erker. Eine an Formen des Jugendstils und Barocks orientierte, vergleichsweise reiche Stuckornamentik setzt sich von der ansonsten glatt verputzten Fassade ab und betont alle Fenster- und Türöffnungen. Besonders reich mit Kartuschen und vegetabilischem Rankenwerk ausgeschmückt ist der von spitzen Konsolen getragene Erker.
Die Unterschutzstellung erfolgt aus  städtebaulichen und architekturhistorischen Gründen.